# Sylvia Villari
Sylvia Nieszner Villari foi uma tenista brasileira.
Ela foi medalhista de bronze nos Jogos Pan-Americanos de Buenos Aires, em 1951, na categoria duplas feminino, em parceria com Helena Stark.
Alguns anos antes, em 1943, ela havia conquistado o Campeonato Paulista na categoria Juvenil.
Ela foi a segunda melhor tenista do Brasil em 1953.